# Santé engagé
Le Santé engagé (en créole mauricien : sante angaze) est un genre de la musique mauricienne incarné par des chansons de protestation. C'est un moyen de protester contre l'oppression politique et sociale ainsi que la répression par la musique. Le genre mélange le séga traditionnel mauricien avec des influences indiennes et occidentales.

## Histoire

### Le contexte
Les années 1960 et 1970 (« les années de braise ») ont été une période très animée dans l'histoire de Maurice. Cela a été une période de fortes tensions interraciales qui a fait plus de 300 morts en raison de combats interraciaux. Ce fut également une période indécise en ce qui concerne l'héritage culturel de l'île avec une profonde remise en question de l'image multiculturelle.

#### Indépendance de Maurice
Maurice a obtenu son indépendance de la Grande-Bretagne en 1968 sans réelle exaltation. Une profonde division règne entre, d'un côté, les membres du mouvement indépendant et, de l'autre, les anti-indépendantistes. L'île est confrontée à un niveau de chômage vertigineusement élevé et les gens avaient encore à l'esprit les récentes tensions interraciales qui ont culminé en 1964 et 1968.
Sous prétexte de sécurité et d'ordre public, le gouvernement mauricien nouvellement formé a pris des mesures très répressives contre des opposants qui avaient l'intention de présenter des idées contraires à celles du régime en place.
Même si l'indépendance a été déclarée en 1968, la présence et la domination coloniales britanniques sont restées clairement visibles tout au long des années 1970.

#### Élever la conscience
Face à de telles restrictions, les jeunes (principalement des étudiants universitaires) ont commencé à constituer des groupes pour débattre de tous les sujets idéologiques, y compris la politique et la culture. Plusieurs étudiants, parmi lesquels Dev Virahsawmy, Jooneed Jeeroburkhan, Tirat Ramkisoon, Krishen Matis, Ah-Ken Wong, Kreeti Goburdhun, Vella Vengaroo ont créé le Club des étudiants ( Club des étudiants). Avec la participation de Paul Bérenger, le Club des étudiants est devenu le Club des étudiants militants . Le Club a ensuite cédé la place à la création du Mouvement militant mauricien (en 1969) louant l'unité nationale et la justice sociale, inspiré du mouvement marxiste libertaire.
Parallèlement à ce mouvement politique, les jeunes ont commencé à militer pour la liberté culturelle. Le gouvernement a redoublé ses actions répressives contre eux, en utilisant la police et des tappeurs pour des agressions contre les jeunes. De nombreux membres du MMM sont emprisonnés comme prisonniers politiques.

#### Combattre à travers la culture et la musique
La jeune génération n'a cependant jamais abdiqué. La liberté de la culture était un élément fondamental de leur résistance, notamment la lutte pour la reconnaissance du créole mauricien comme langue à part entière.
Au début des années 1970, ils ont commencé à créer des groupes culturels (en créole mauricien : Grup Kiltirel) pour débattre de la culture . Parallèlement à cette nouvelle forme de résistance, de jeunes artistes ont commencé à écrire des chansons reflétant leurs pensées. Les Groupes ont voyagé à travers l'île pour rencontrer des gens et faire entendre leur voix. Ils ont également chanté ces chansons avec des paroles engagées qui, d'une certaine manière, exprimaient clairement la réalité du moment. Le thème de ces chansons était varié: politique, injustice, oppression, etc. Le tout premier santé engagé serait Montagne Bertlo écrit et composé par Jooneed Jeeroburkhan en 1969 à Maurice, après avoir terminé ses études supérieures au Canada (grâce à une bourse du Commonwealth).
La résistance et la dénonciation par la musique sont rapidement devenues populaires. Cela a aidé à transmettre des idées plus facilement. C'est ce style de musique qui s'appelle santé engazé (chanson engagée).

### Âge d'or
Il est communément admis que le sante angaze a vraiment éclaté avec le Grup Kiltirel Soley Ruz (ou Soley Ruz) formé en 1973. Ce groupe culturel, a réuni de nombreux artistes-artistes talentueux, entre autres Bam Cuttayen, Micheline Virahsawmy, Rosemay Nelson, Nitish Joganah, Ram Joganah et Lélou Ménwar, Bruno Jacques, Paulo. Ils ont voyagé à travers l'île pour chanter leurs chansons engagées. Soley Ruz est rapidement devenu populaire autour de l'île.
En 1975, un autre grup kiltirel est formé (Grup Kiltirel Morisien) avec, entre autres, Odile Chevreau, Siven Chinien, Habib Moosaheb, Rama Poonoosamy comme membres. Par la suite, d'autres groupes ont été formés: Fangurin, Kler de linn, Fler kanne, Flamboyant, Sitronel, Ebène, Grup kiltirel IDP.
Après la dissolution de Soley Ruz en 1979, plusieurs de ses membres ont commencé une carrière solo. Ram et Nitish Joganah ont créé la même année un nouveau groupe, le Grup Latanier qui allait devenir le nouveau symbole de la sante angaze. Santé engazé est resté extrêmement populaire auprès de la population dans les années 80, notamment au sein de la classe ouvrière.

## Style musical
Santé angazé est un style musical qui mélange la musique Sega, la musique orientale et la musique occidentale. C'est une fusion de styles musicaux qui étaient populaires au moment de sa création, c'est-à-dire dans les années 1970. En fait, il reflétait parfaitement l'état d'esprit de ceux qui étaient à l'origine de ce style, qui est un mélange de la diversité culturelle de l'île, vers l'unité culturelle.
Des instruments traditionnels de la musique sega (ravanne, maravane, triangle ) ont ainsi été mélangés à des instruments orientaux ( tabla, harmonium, sitar ). D'autres instruments tels que la guitare, le violon et la batterie ont complété ce mélange.
Même si la sonorité de ces chansons engagées est proche de la musique séga, le résultat est assez différent dans la mesure où la musique séga a un rythme plus festif et moins orienté vers la démonstration et la transmission d'un message particulier.
Le rythme du santé angazé est généralement plus lent que le séga et influencé par de nombreux autres styles musicaux.

## Relation avec la politique
En raison du contexte dans lequel il a été créé et de sa relation avec le militantisme, la santé angazé (au moins dans ses premières années) est étroitement liée à la politique. Les chansons dénonçaient l'injustice politique et l'injustice devenant intrinsèquement une forme de militantisme. Les artistes étaient eux-mêmes militants. Le santé engazé a joué un grand rôle lors des élections générales en tant que voix du mouvement militant. L'exemple le plus notable à cet égard est les chansons écrites et chantées par Siven Chinien . Son album soldat lalit a été joué (et est toujours joué) tout au long de la campagne des élections générales, la chanson titre Soldat Lalit devenant l'hymne du MMM.

## Groupes et musiciens

### Soley Ruz
Soley Ruz a été créée en 1973 à l'initiative de divers amis-artistes, entre autres Bam Cuttayen, Micheline Virahsawmy, Rosemay Nelson, Nitish Joganah, Ram Joganah et Lélou Ménwar, Bruno Jacques, paulo, marino. Ils sortent trois albums: Nuvo Kiltir en 1974, Buké Banané en 1976 et Later 7 Couler en 1978. Le groupe a été dissous en 1979 et la plupart de ses membres ont commencé une carrière solo. Certains ont continué dans le domaine de la santé engazé tandis que d'autres ont changé pour adopter d'autres styles musicaux.

### Bam Cuttayen
Bam Cuttayen était un auteur-compositeur et chanteur qui a profondément marqué l'histoire socioculturelle de Maurice. Il est né en 1951 à Quatre Bornes ( Maurice ) et décédé en 2002. Il a consacré sa vie à sa lutte contre la pauvreté et l'injustice. Ses chansons reflètent sa bataille. Bam Cuttayen a sorti son premier album Fler raket en 1980. Trois autres albums suivirent: Pei larm kuler en 1981, Zenfan plus tard en 1986 et Brin soley en 1993. En 2003, un album posthume ( Parol envolé ) de ses chansons est édité.

### Siven Chinien
Siven Chinien était un auteur-compositeur, chanteur et militant militant. Même s'il a composé des chansons sur des thèmes extrêmement variés, son travail est surtout connu pour son engagement envers le Mouvement militant mauricien et ses nombreuses chansons militantes en faveur de la classe ouvrière.

### Grup Latanier
Grup Latanier a été créé par Ram et Nitish Joganah après leur départ de Soley Ruz. Le groupe est depuis resté très actif et a sorti de nombreux albums.

### Zul Ramiah
Zul Ramiah est un auteur-compositeur et chanteur. Il a commencé sa carrière musicale au sein du Grup kiltirel IDP avant de contribuer aux albums de Siven Chinien (Soldat lalit) et Bam Cuttayen . Zul Ramiah a également participé au premier album de Grup Latanier, krapo kriyé . Il a ensuite commencé une carrière solo.

### Grup Zenfan Dodo
Grup Zenfan Dodo est un groupe de Mahébourg. Dirigés par les chanteurs Ruben Gopal et Kishan Pem, ils ont sorti plusieurs albums depuis le milieu des années 90.

## Influence sur la musique mauricienne d'aujourd'hui
Le santé angazé a radicalement transformé le paysage musical mauricien.

### Evolution de Santé engazé
Même si beaucoup de gens considèrent aujourd'hui la santé angazé comme un style musical révolutionnaire, ce dernier existe toujours et est très apprécié. Santé engazé a tout simplement évolué. Les protestations militantes de ses origines ont progressivement évolué et se sont étendues à d'autres sujets, pas spécialement liés à la politique. Le cœur de sa philosophie reste cependant le même: élever la conscience des gens à travers la musique. Le santé angazé est aujourd'hui moins liée au style musical que les paroles de chansons. En d'autres termes, ce que nous appelons aujourd'hui un santé angazé est une chanson avec des paroles engagées, transmettant un message engagé, quel que soit le style musical. C'est pourquoi aujourd'hui il vaut mieux parler de lamizik angazé (musique engagée) plutôt que de santé angaze .

### La nouvelle génération
L'évolution et l'influence du santé angazé sont clairement visibles au sein de la nouvelle génération d'artistes mauriciens. La musique mauricienne s'est diversifiée au fil des années mais l'impact de la santé engazé est visible dans la mesure où la nouvelle génération d'artistes, quel que soit leur style musical ( musique séga, seggae, reggae, ragga, dancehall, etc.), essaient d'utiliser la musique pour transmettre un message spécifique. Leurs inspirations restent diverses: pauvreté, injustice, méfaits sociaux, guerre, unité culturelle, etc. Ces artistes sont les fils et héritiers du santé engazé. Cependant, la grande majorité d'entre eux nient avoir une orientation politique préférant rester neutre et dénoncer à travers la musique.